# Runcina ferruginea
Runcina ferruginea är en snäckart som beskrevs av Kress 1977. Runcina ferruginea ingår i släktet Runcina och familjen Runcinidae. Inga underarter finns listade i Catalogue of Life.